# Alfred Fischel (Mediziner)
Alfred Fischel (* 28. September 1868 in Tschimelitz; † 12. Januar 1938 in Wien) war ein österreichischer Embryologe.
Fischel wurde 1894 in Prag in Medizin promoviert und habilitierte sich 1898 in Anatomie und Embryologie. 1903 wurde er außerordentlicher Professor an der Deutschen Universität Prag und wurde 1910 Leiter der neu gegründeten Abteilung für experimentelle Morphologie. 1916 wechselte er an die Universität Wien als Direktor des Instituts für Embryologie und 1921 wurde er dort ordentlicher Professor. 1935 gab er krankheitsbedingt seinen Lehrstuhl auf.
Er untersuchte Missbildungen mit experimenteller Morphologie und befasste sich mit Entwicklungsmechanik von Organen (zuletzt der Keimdrüsen und der Leber).
Am 18. Februar 1907 (Matrikel-Nr. 3231) wurde er Mitglied der Leopoldina. Er war Mitherausgeber der Zeitschrift für wissenschaftliche Biologie.

## Schriften
- Über die Regeneration der Linse. In: Anatomischer Anzeiger, 14, Gustav Fischer, Jena 1898, S. 373–380 (Archive)
- Über die Regeneration der Linse. In: Anatomische Hefte, 14, 1, J. F. Bergmann, Wiesbaden 1900
- Untersuchungen über vitale Färbung. In: Anatomische Hefte, 16, J. F. Bergmann, Wiesbaden 1901, S. 415–530 (Archive)
- Untersuchungen über die Wirbelsäule und den Brustkorb des Menschen. In: Anatomische Hefte, 31, Heft 95, J. F. Bergmann, Wiesbaden 1906, S. 459–588 (Archive)
- mit Carl Correns, Ernst Küster und Wilhelm Roux: Terminologie der Entwicklungsmechanik der Tiere und Pflanzen. Wilhelm Engelmann, Leipzig 1912, (Archive)
- Lehrbuch der Entwicklung des Menschen, Springer 1929
- Grundriß der Entwicklung des Menschen, Springer 1931, 2. Auflage 1937